# Wybory parlamentarne w Holandii w 1948 roku
Wybory parlamentarne w Holandii w roku 1948 – wybory, w których obywatele Holandii w drodze głosowania wybrali swoich przedstawicieli w parlamencie. Do zdobycia w 1948 roku było 100 mandatów. Wyniki przedstawiały się następująco (w nawiasach zmiany w liczbie mandatów):
- Partia Pracy - 27 (-2)
- Katolicka Partia Ludowa - 32(-)
- Partia Antyrewolucyjna - 13(-)
- Unia Historycznych chrześcijan - 9(+1)
- Partia Ludowa dla Wolności i Demokracji - 8(+2)
- Komunistyczna Partia Holandii - 8(-2)
- Zreformowana Partia Polityczna - 2(-)
- Katolicka Partia Narodowa - 1(+1)

Po wyborach powstała koalicja katolików, socjalistów, historycznych chrześcijan i liberałów, z premierem Drees (socjalistą).